# August Bischoff

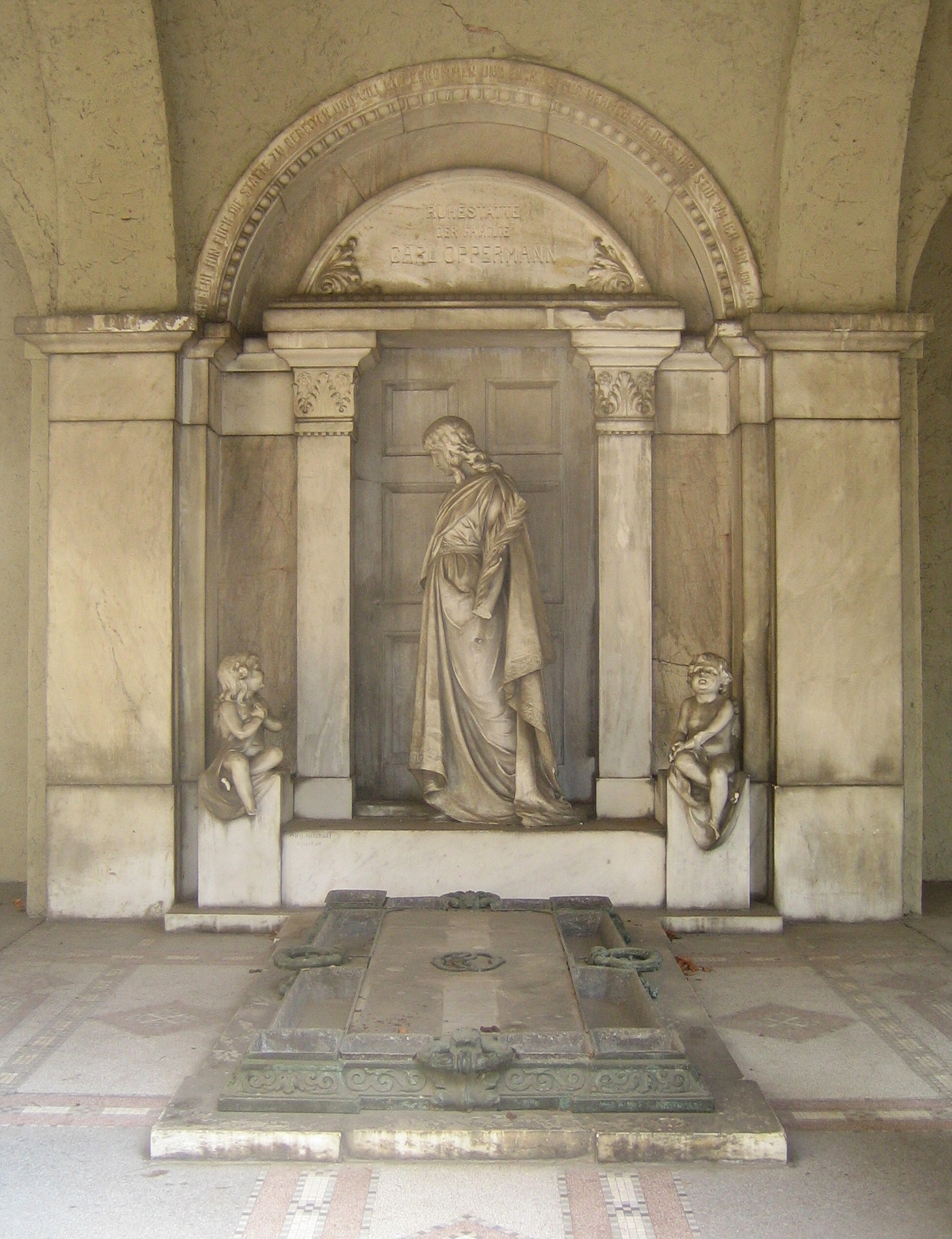
Grabmal der Familie Oppermann, Hauptfriedhof Frankfurt

August Bischoff (* 25. April 1876 in Hanau; † 7. September 1965 in Frankfurt am Main) war ein deutscher Bildhauer.

## Leben
Bischoff war der Sohn des Hanauer Graveurs und Stempelschneiders Gustav Bischoff und seiner Frau Amalie Auguste, geb. Dietz. Nach einer Ausbildung an der Hanauer staatlichen Zeichenakademie von 1890 bis 1896 folgte 1901 bis 1904 ein Studium am Städelschen Kunstinstitut in Frankfurt am Main unter anderem bei dem Bildhauer Friedrich Christoph Hausmann. Ab 1897 war er mit eigenem Atelier als Bildhauer in Frankfurt am Main und Hanau tätig und fertigte Vorlagen für die Hanauer Edelmetallindustrie. Dies ermöglichte ihm Studienreisen nach Paris, Rom, Berlin und Dresden. Er war Mitglied im Frankfurter Bildhauer Verein. Seine Haltung in der NS-Zeit ist noch nicht aufgearbeitet. Er nahm 1939 bis 1941 und 1943 mit insgesamt fünf Werken an der Großen Deutschen Kunstausstellung in München teil.

## Werke
- Der Bogenschütze

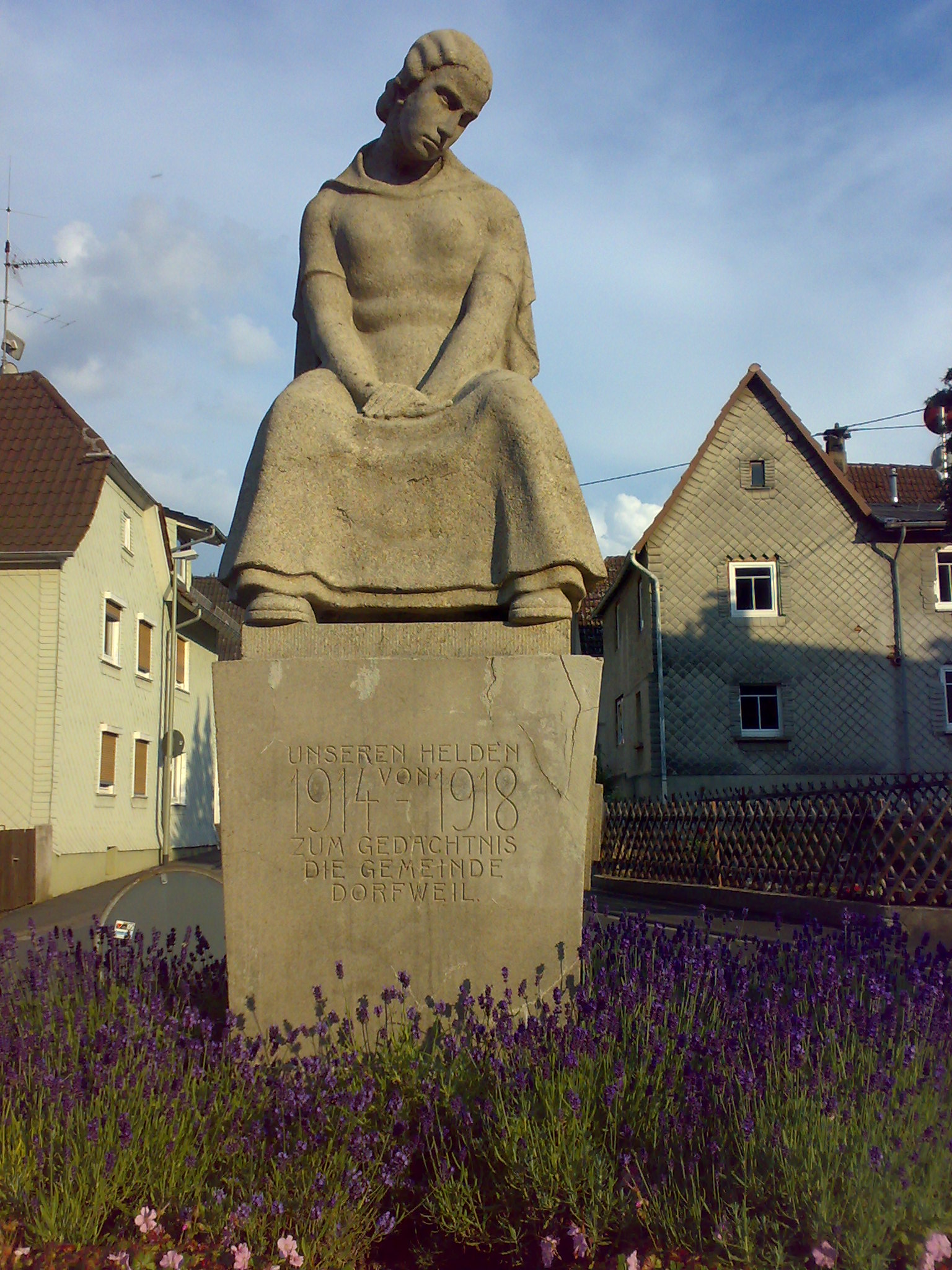
Kriegerdenkmal in Dorfweil

- Bronzebüsten von Georg Wolff und Hugo Birkner im Historischen Museum Hanau
- Dr.-Bockenheimer-Brunnen, auf dem Oppenheimer Platz in Frankfurt-Sachsenhausen (Brunnenanlage und Bronzefigur auf der Steinsäule des Brunnens), 1932[3]
- Grabmal Carl Oppermann auf dem Hauptfriedhof Frankfurt
- Grabmal Familie Carl Gottschalk auf dem Hauptfriedhof Frankfurt (1908)[4]
- Grabmal Maria Bischoff (1940)
- Heimgefundener Sohn, Frankfurt, Dreikönigskirche
- Kolossalfiguren Handel und Arbeit, „Denkmal der Arbeit“ (im Volksmund auch „Käs-Roller“ genannt, wegen der Zahnräder, auf die sich der Arbeiter stützt), Hafenplatz, Hanau, 1924.
- Bronzegußmedaille auf Wilhelm Könneker (1957)
- Kriegerdenkmäler (Erster Weltkrieg)
  - Arnoldshain
  - Dorfweil
  - Frankfurt, Dreikönigskirche
  - Hauptfriedhof Hanau[5]
  - Michelstadt
  - Bad Vilbel Gronau, Ehrenmal für die Gefallenen des 1. Weltkrieges" Natur-Stein, 1919[6]